# Renato Martini (atleta)
Renato Martini (Tortona, 12 novembre 1949 – Novi Ligure, 27 dicembre 2016) è stato un maratoneta e mezzofondista italiano.

## Biografia
Nel 1972 si è piazzato in ventiquattresima posizione nella maratona dei Giochi olimpici di Monaco di Baviera.
Nel 1973 ha partecipato alla prima edizione dei Mondiali di corsa campestre, terminando la gara in settantaseiesima posizione.

## Palmarès
| Anno | Manifestazione    | Sede    | Evento         | Risultato | Prestazione | Note |
| ---- | ----------------- | ------- | -------------- | --------- | ----------- | ---- |
| 1972 | Giochi olimpici   | Monaco  | Maratona       | 24º       | 2h22'41"    |      |
| 1973 | Mondiali di cross | Waregem | Corsa seniores | 76º       |             |      |

## Campionati nazionali
1970
- Bronzo ai campionati italiani assoluti, 10000 m piani - 30'27"2
- Argento ai campionati italiani di corsa campestre - 50'27"

1971
- Bronzo ai campionati italiani assoluti, 10000 m piani - 29'55"2
- Oro ai campionati italiani di corsa campestre - 37'23"

1972
- 4º ai campionati italiani assoluti, 10000 m piani - 29'46"0
- Oro ai campionati italiani assoluti di maratonina, 30 km - 1h40'21"
- Oro ai campionati italiani di corsa campestre - 29'20"

1973
- Bronzo ai campionati italiani di corsa campestre - 30'42"

## Altre competizioni internazionali
1971
- 4º al Campaccio ( San Giorgio su Legnano) - 36'46"

1972
- 5º alla Maratona di Bruxelles ( Bruxelles) - 2h19'44"
- 14º alla Corrida Internacional de São Silvestre ( San Paolo), 8,4 km - 25'33"
- Bronzo al Campaccio ( San Giorgio su Legnano) - 42'41"

1973
- Argento al Campaccio ( San Giorgio su Legnano) - 40'15"